# (2397) Lappajärvi
(2397) Lappajärvi es un asteroide perteneciente al cinturón de asteroides, descubierto el 22 de febrero de 1938 por Yrjö Väisälä desde el Observatorio de Iso-Heikkilä, en Turku, Finlandia.

## Designación y nombre
Designado provisionalmente como 1938 DV. Fue nombrado Lappajärvi en homenaje al lago finlandés Lappajärvi.